# Belumbury Dany
Belumbury Dany – 3-drzwiowy samochód osobowy autosegmentu A produkowany w Rzymie przez firmę Belumbury. Pojazd ten jest dostępny w dwóch wersjach – Dany Elettrica i Dany Termica.

## Dany Elettrica

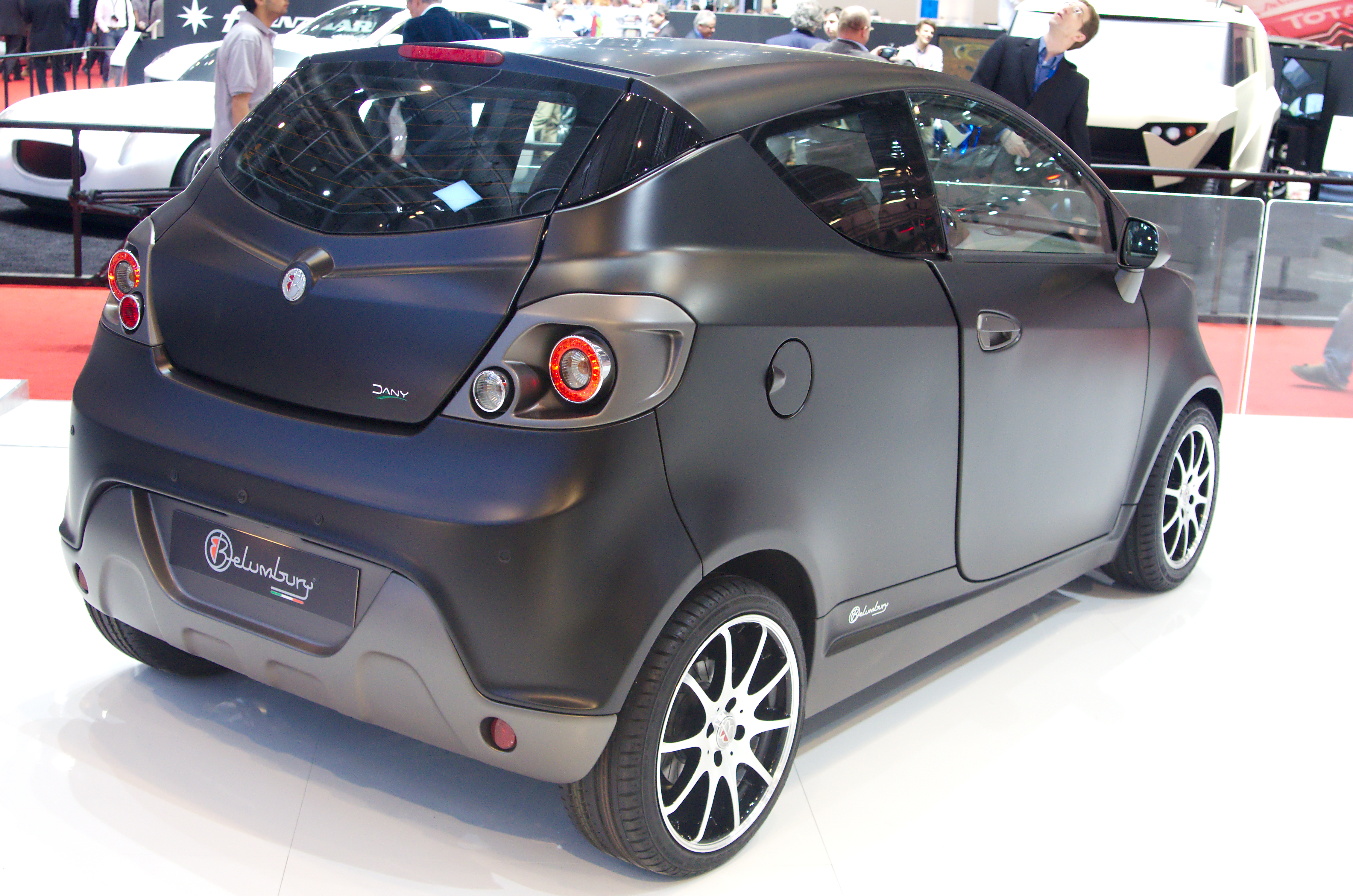
Dany Elettrica – widok z tyłu

Dany Elettrica jest zasilany silnikiem litowo-żelazowym Li-FePO4, który osiąga 9 kW. Prędkość maksymalna wynosi 85 km/h. Jego zasięg na baterii wynosi 160 km, natomiast zasięg na silniku spalinowym 180 km. Promień zawracania tego samochodu to 8,4 m.

## Dany Termica

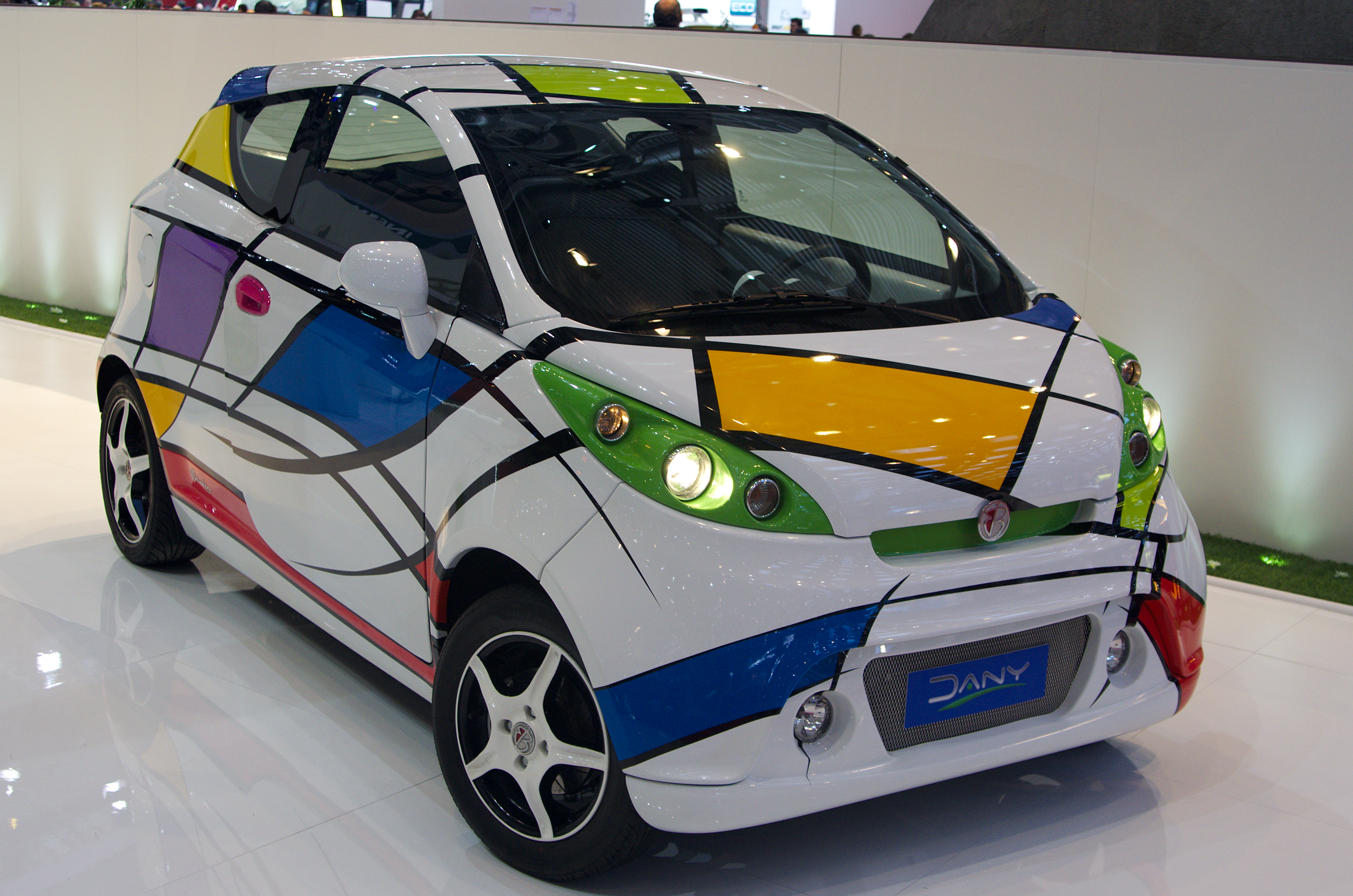
Dany Termica ze wszystkimi dostępnymi kolorami

Dany Termica jest zasilany silnikiem o pjemności 505 cm3, który jest produkowany przez firmę Lombardini, który osiąga moc 16 kW. Prędkość maksymalna wynosi 90 km/h. Jego zasięg na jednym tankowaniu wynosi około 470 km. Promień zawracania jest taki sam jak w modelu Dany Elettrica.